# Demolizione

Demolizione del vecchio palazzo Myer, Perth.

La demolizione (o abbattimento) è l'opposto della costruzione, ovvero l'abbattimento graduale o immediato di edifici o altre strutture. Non deve essere confusa con la decostruzione, che consiste nell'abbattimento di un edificio preservando gli elementi di valore per un successivo riutilizzo.
Per gli edifici di piccole dimensioni come le case, il processo di demolizione è abbastanza semplice e viene effettuato con mezzi meccanici come gru, escavatori e bulldozer. Per gli edifici di dimensioni maggiori come i palazzi vengono utilizzate tecniche più elaborate come le implosioni.
Può anche riferirsi alla demolizione per auto, camion, moto e altri mezzi, meglio conosciuta come rottamazione.

## Storia

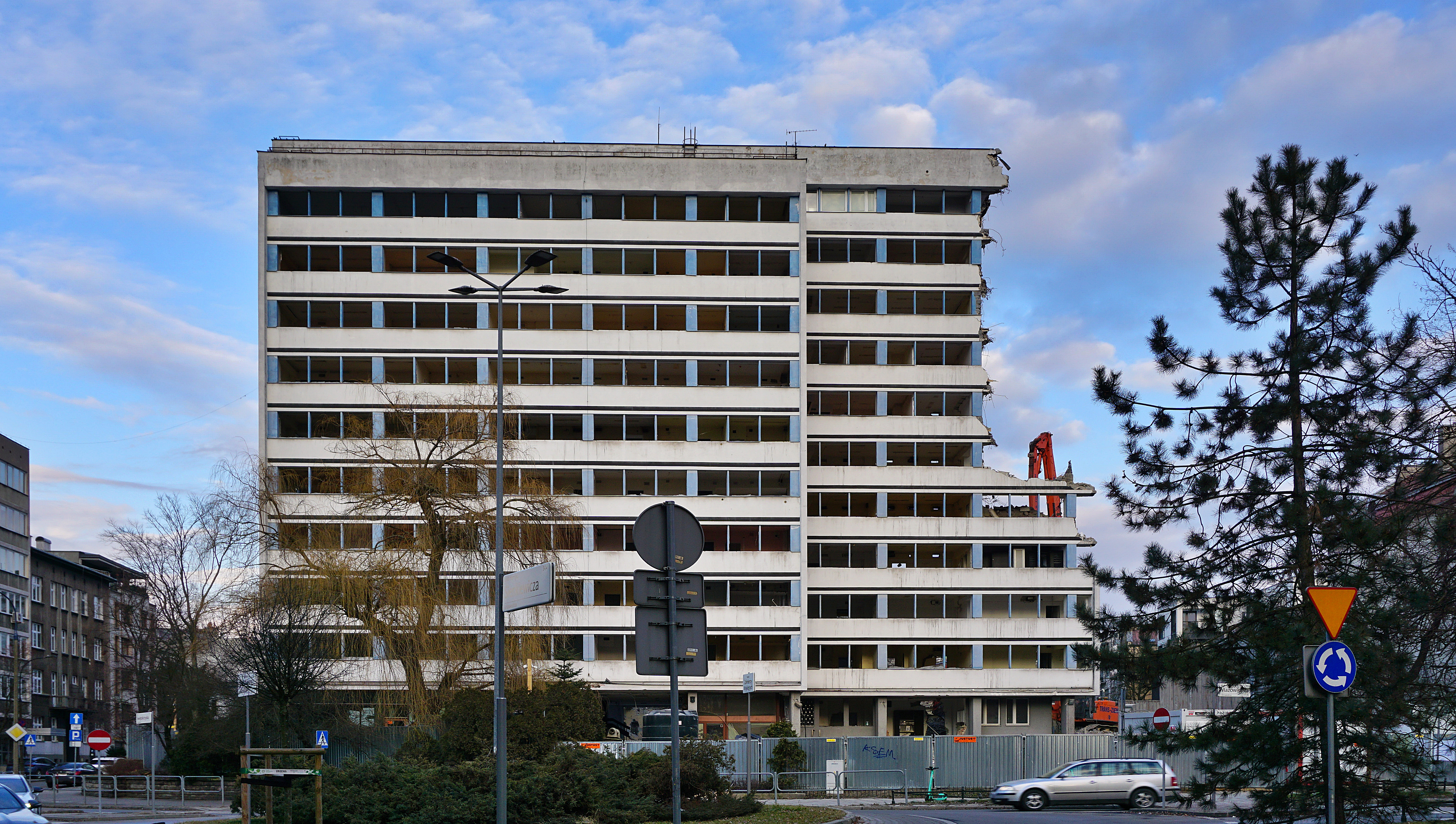
Demolizione dell'edificio a Cracovia in via Mazowiecka 21

Fino al Medioevo non esistevano tecniche di demolizione vere e proprie: più che altro si trattava di ristrutturare alcune parti della struttura, ma comunque non si arrivava al diroccamento di isolati o addirittura interi quartieri. Attorno al 1800 nascono le prime vere tecniche di demolizione: si veda la ristrutturazione di Parigi nella seconda metà del XIX secolo. Tuttavia, prima dell'avvento del cemento, ogni qual volta si abbatteva un edificio i materiali venivano riutilizzati per altre strutture. Oggi è impossibile recuperare i materiali di un edificio se non macinandoli, a causa del sistema trave-pilastro in cemento armato e al massiccio uso dei laterizi forati.

## Tecniche
Le tecniche di demolizione di un manufatto edilizio possono essere di diverse tipologie:
- meccanica: attraverso mezzi meccanici per trazione (o spinta), palla da demolizione, sega metallica, martello e martellone,  pinze e cesoie o agenti meccanici espansivi;
- con esplosivo;
- con prodotti chimici (es. malte espansive);
- con procedimenti abrasivi come il filo diamantato, la sega a catena, la sega tagliamuro, la sega tagliapavimento, la sega a tuffo, la carotatrice per taglio con fori successivi, la troncatrice manuale o la idrodemolizione;
- con procedimenti termici  come la lancia termica e cannello a benzina, la fiamma a gas, il plasma ad arco elettrico o il laser.